# 핑코
용공(容共) 또는 핑코(영어: pinko)는 공산주의자가 아니더라도 공산주의에 동정적이거나 동조하는 자를 가리키는 말이다. 좌파적 사상을 가진 것으로 인식되는 누군가를 경멸하는 멸칭으로 사용되어왔다.
"핑코"(pinko)라고 하는 이유는 공산주의를 상징하는 빨간색이 연해진 색깔이 핑크색(pink)이기 때문이다. 이 용어가 정치권에서 공공연히 사용된 악명 높은 사례로는 1950년 미국 상원의원 선거에서 리처드 닉슨이 여성 의원 헬렌 더글러스가 "속옷까지 분홍색"이라고 색깔론으로 공격한 것이 있다. 당시 여성의 속옷 색깔로 분홍색이 보편적이었는데, 닉슨은 틈만나면 더글러스를 "핑크레이디"라고 불러 그녀를 용공주의자로 몰아갔다.

## 같이 보기
- 홍위병
- 샤오펀홍(小粉紅, en:Little Pink) - 21세기판 홍위병
- 분노청년(憤怒青年, 분청/憤青, en:Fenqing, FQ)
- 문화대혁명
- 분서갱유
- 우마오당
- 주링허우 세대
- 반공주의
- 적색 공포
- 유용한 바보